# Pisz
Pour les articles homonymes, voir Pisz (homonymie).
Pisz (D’abord Pīsis en vieux-prussien puis Johannisburg en allemand, jusqu’en 1946) est une ville polonaise du powiat de Pisz, en Varmie-Mazurie, autrefois en province de Prusse-Orientale.

## Histoire
Vers l’an 160 des informations sur les Galindiens (un clan vieux-prussien) se révèlent à la suite du travail géographique de Claude Ptolémée d’Alexandrie. En 1254, le pape Innocent IV donne la Galindie aux princes de Mazovie. Un an plus tard, Casimir Ier de Cujavie renonce à la Galindie et la cède à l’Ordre Teutonique.
Le village vieux-prussien Pīsis subit la germanisation et devient Johannisburg lorsqu’un château fort dédié à saint Jean Baptiste, y est construit par les chevaliers teutoniques en 1345, sous le magistère de Heinrich Dusemer, afin de protéger les abords du fleuve des incursions lituaniennes. Cependant le château est pris à deux reprises en 1361 et en 1366. Aussi le château primitif de bois est reconstruit en pierres en 1378 par les chevaliers. Les abords du château sont habités par des paysans et des pêcheurs, mais ce n’est qu’au XVe siècle que la région est vraiment habitée avec trente-cinq petits villages vers 1450. Le grand-maître de l’ordre, Ludwig von Erlichshausen, octroie au bourg de Johannisburg le rang de ville, le 15 mai 1451. Toutefois la ville est incendiée au moment de la guerre contre la Pologne en 1455, ainsi que pendant la guerre de la ligue de Prusse en 1520.

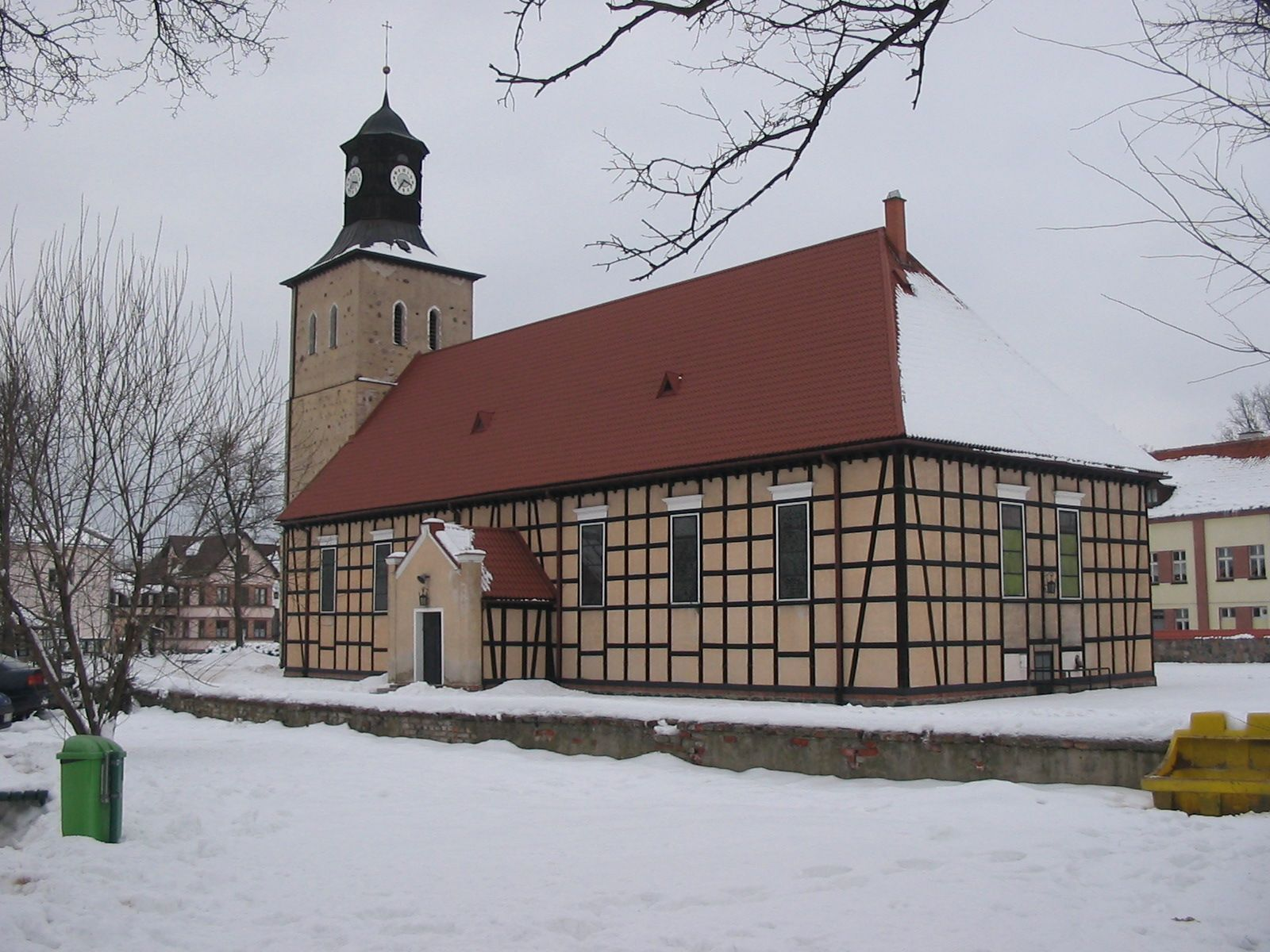
Vue de l’église Saint-Jean-Baptiste en hiver

Après la sécularisation de l’Ordre Teutonique, dont les terres deviennent protestantes en 1525, la région fait partie du nouveau duché de Prusse d’Albert de Brandebourg. Celui-ci fait reconstruire le château et redonner de la vigueur au commerce et à l’agriculture. Johannisburg vit alors des heures prospères, malgré la peste de 1549. Martin Glossa prêche la religion luthérienne aux habitants de la ville dans les années 1540 qui étaient encore tous attachés à la foi catholique. 
Les Tatars, alliés des Polonais, envahissent Johannisburg en 1656 et en 1657 et le lieutenant-colonel Friedrich von Arnheim réussit à les en chasser. la ville souffre d’un incendie en 1687, mais surtout à nouveau de la grande peste de 1709, qui frappe toute la Prusse, avec un retour de l’épidémie en 1711. 
La ville retrouve une certaine prospérité lorsqu’elle devient ville de garnison de l’armée royale de Prusse à partir de 1714 (jusqu’en 1816). Cependant elle est occupée par les troupes du colonel russe Serebrikov, pendant une partie de la guerre de Sept Ans. Elle est à nouveau occupée, cette fois-ci par les Français et leurs alliés en 1807 et par les Russes en 1813. L’empereur Alexandre y fait du reste un séjour du 23 au 26 janvier 1813.
Après les réformes administratives de 1818, Johannisburg entre dans le district de Gumbinnen et devient le chef-lieu de l’arrondissement du même nom. Elle est reliée par le chemin de fer à la ligne Allenstein-Lyck en 1885. Aussi sa population, qui ne comptait que 1 141 habitants en 1792, monte-t-elle à 3 481 habitants en 1900. Johannisburg fait partie du nouveau district d'Allenstein à partir du 1er novembre 1905, formé au sud de la province. La ville souffre de graves dommages pendant la guerre de 1914-1918. Elle est occupée par les troupes de l’Armée impériale russe de septembre 1914 à février 1915, et 1 586 habitants de la ville sont déportés en Sibérie.
La Ostpreußenhilfe (organisme de reconstruction de la Prusse-Orientale) fait rebâtir les quartiers détruits, grâce aux subsides de la ville de Leipzig. Le référendum de 1920 organisé par les Alliés pour donner des parties de la Prusse-Orientale et de la Prusse-Occidentale à la nouvelle Pologne ne répond pas à leurs attentes dans la région. En effet l’arrondissement vote à l’unanimité (34 036 voix), sauf quatorze voix, pour rester en Allemagne. Beaucoup de réfugiés allemands chassés de Prusse-Occidentale par ce même vote, dans d’autres régions, viennent s’installer en Prusse-Orientale. Aussi Johannisburg atteint une population de 5 186 habitants en 1925 et 6 541 habitants en 1939.
La fin de la ville de Johannisburg, en tant que ville allemande, débute à partir des premiers bombardements soviétiques, le 19 janvier 1945. Les populations considéré comme non-polonaises sont remplacées par des Polonais de l’est et la ville reprend son nom polonais Pisz (adaptation du vieux-prussien Pīsis attribué par le duc de Mazovie en 1254).

## Personnalités
- Georg Christoph Pisanski (1725-1790), théologien né à Johannisburg
- Gustav Gisevius (de) (1810–1848), pasteur
- Marianne Hold (1933-1994), actrice